# Arthur Roland Selby
Arthur Roland Selby, britanski general, * 16. marec 1893, Armidale, Novi Južni Wales, Avstralija, † 30. avgust 1966, Greytown, Južna Afrika.